# Polystichum okanum
Polystichum okanum är en träjonväxtart som beskrevs av Kurata. Polystichum okanum ingår i släktet Polystichum och familjen Dryopteridaceae. Inga underarter finns listade.